# Carlo Carlei
Carlo Carlei, född 16 april 1960 i Nicastro i Lamezia Terme, södra Italien, är en italiensk filmregissör och manusförfattare. Han har bland annat regisserat filmer som Fluke från 1995 och Romeo & Juliet från 2013.

## Filmografi (i urval)
- 1992 – Den oskyldiges flykt
- 1995 – Fluke
- 2003 – Ferrari
- 2007 – The Last Legion
- 2013 – Romeo & Juliet